# Bergweiler
Bergweiler là một xã ở huyện Bernkastel-Wittlich, trong bang Rheinland-Pfalz, Xã Bergweiler có diện tích 13,25 km², dân số thời điểm ngày 31 tháng 12 năm 2006 là 873 người.